# HD116303
HD116303 — подвійна зоря. 
Ця подвійна система має видиму зоряну величину в смузі V приблизно 6,3.
Вона розташована на відстані близько 458,1 світлових років від Сонця.

## Подвійна зоря
Головна зоря цієї системи належить до хімічно пекулярних зір й має спектральний клас A5.
Інша компонента має  спектральний клас A9.

## Фізичні характеристики
Зоря HD116303 обертається 
порівняно повільно 
навколо своєї осі. Проєкція її екваторіальної швидкості на промінь зору становить  Vsin(i)= 36км/сек.